# Escritório de Design e Desenvolvimento da Jordânia
O Escritório de Design e Desenvolvimento da Jordânia (em inglês:  Jordan Design and Development Bureau, JODDB) é uma empresa de defesa da Jordânia. A empresa foi criada por Decreto Real como Escritório de Design e Desenvolvimento Rei Abdullah (em inglês:  King Abdullah Design and Development Bureau, KADDB) em 24 de agosto de 1999 para fornecer uma capacidade doméstica para o fornecimento de serviços científicos e técnicos às Forças Armadas da Jordânia.
O JODDB também foi criado para o fornecimento de equipamentos comerciais e de defesa otimizados para as necessidades do Oriente Médio. É uma agência independente dentro das Forças Armadas da Jordânia encarregada de operar de acordo com as melhores práticas comerciais e é financiada tanto através do orçamento de defesa como pelas receitas das vendas de tecnologia, produtos e serviços. Com sede no centro de Amã, o JODDB está organizado em três divisões: o Grupo de Engenharia, o Grupo de Manufatura e o Grupo de Programas.

## Grupo de Investimento JODDB
Lançado em 1º de janeiro de 2010, o Grupo de Investimento JODDB foi criado para atuar como braço comercial do Escritório de Design e Desenvolvimento Rei Abdullah II (JODDB). O Grupo de Investimento JODDB visa estabelecer novos negócios nas indústrias de Defesa, Segurança e Automotiva, juntamente com todos os serviços que complementem essas indústrias.

## Zona Franca de Portão Industrial
Em outubro de 2009, o rei Abdullah II inaugurou o Parque Industrial JODDB (KADDB IP), que é a primeira zona franca abrangente do Oriente Médio, especializada na indústria de defesa e na fabricação de veículos. O KADDB IP é uma sociedade anônima de propriedade integral do JODDB. Foi criado em 2006 de acordo com a Lei das Zonas Francas para atualizar a base industrial da Jordânia, atrair investimentos e incentivar o desenvolvimento de indústrias interativas para a fabricação de veículos. Está localizado em 3.800 dunams (1 dunam = 1.000 metros quadrados) de terreno em Khalidiyah, na província de Mafraq, há 50km de Amã e 24km de Zarqa, no cruzamento que liga a Jordânia à Arábia Saudita, Iraque e Síria, o que facilita o transporte de produtos KADDB IP para todos os países da região.

## Galeria

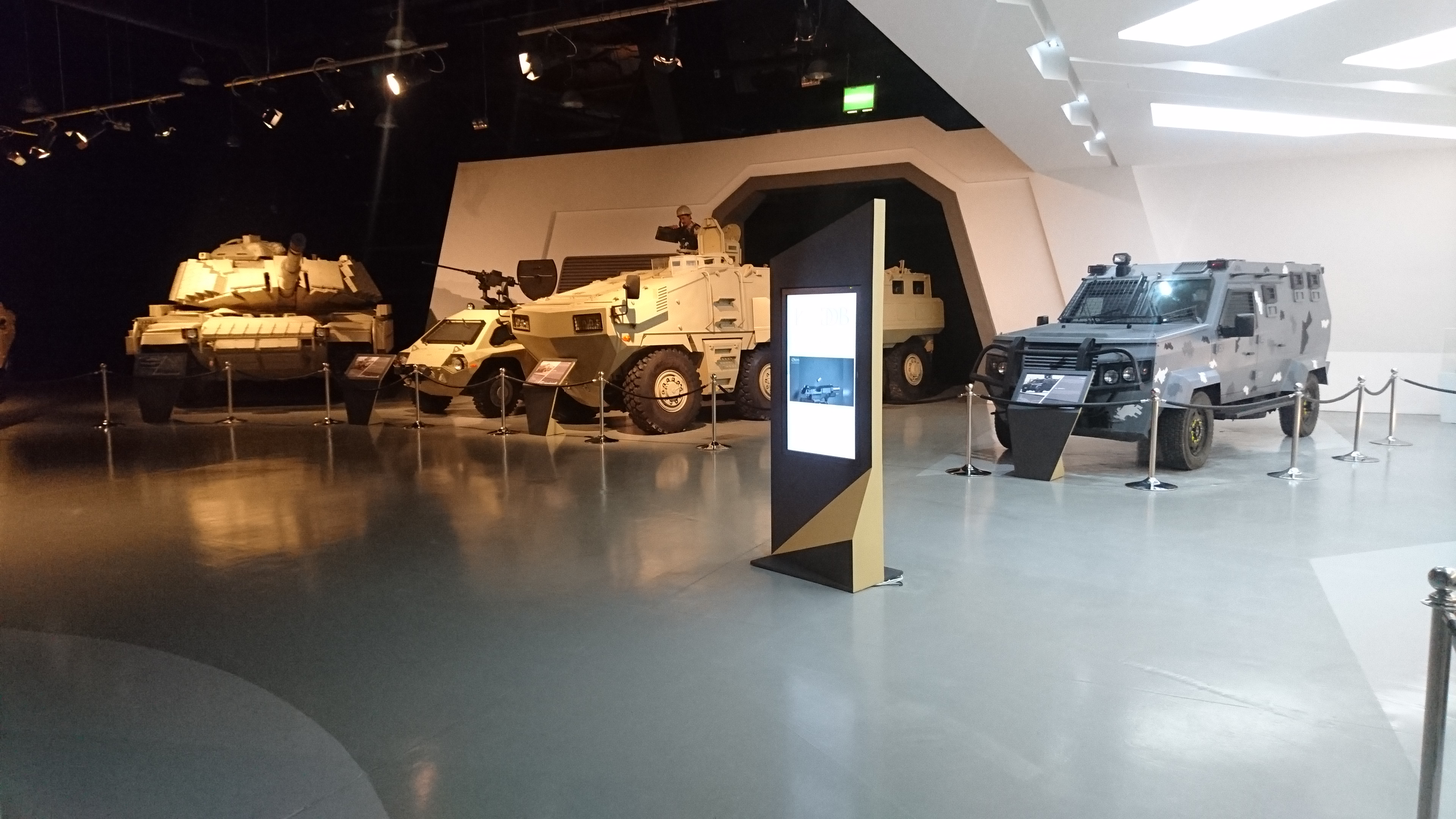
O blindado sobre rodas Al-Mared, desenvolvido pelo KADDB, em exposição no Museu Real de Tanques.
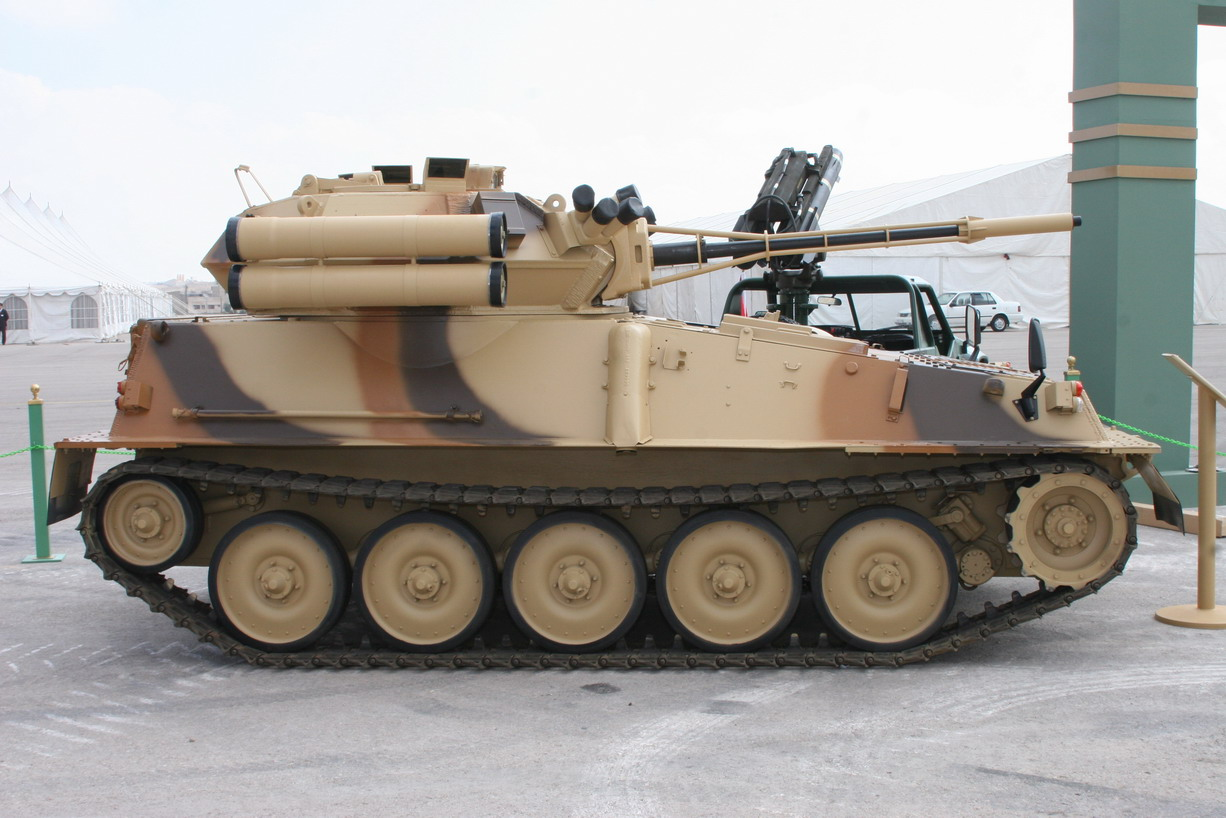
Tanque leve Scimitar FV107 modernizado pela KADDB, em serviço nas Forças Armadas da Jordânia.
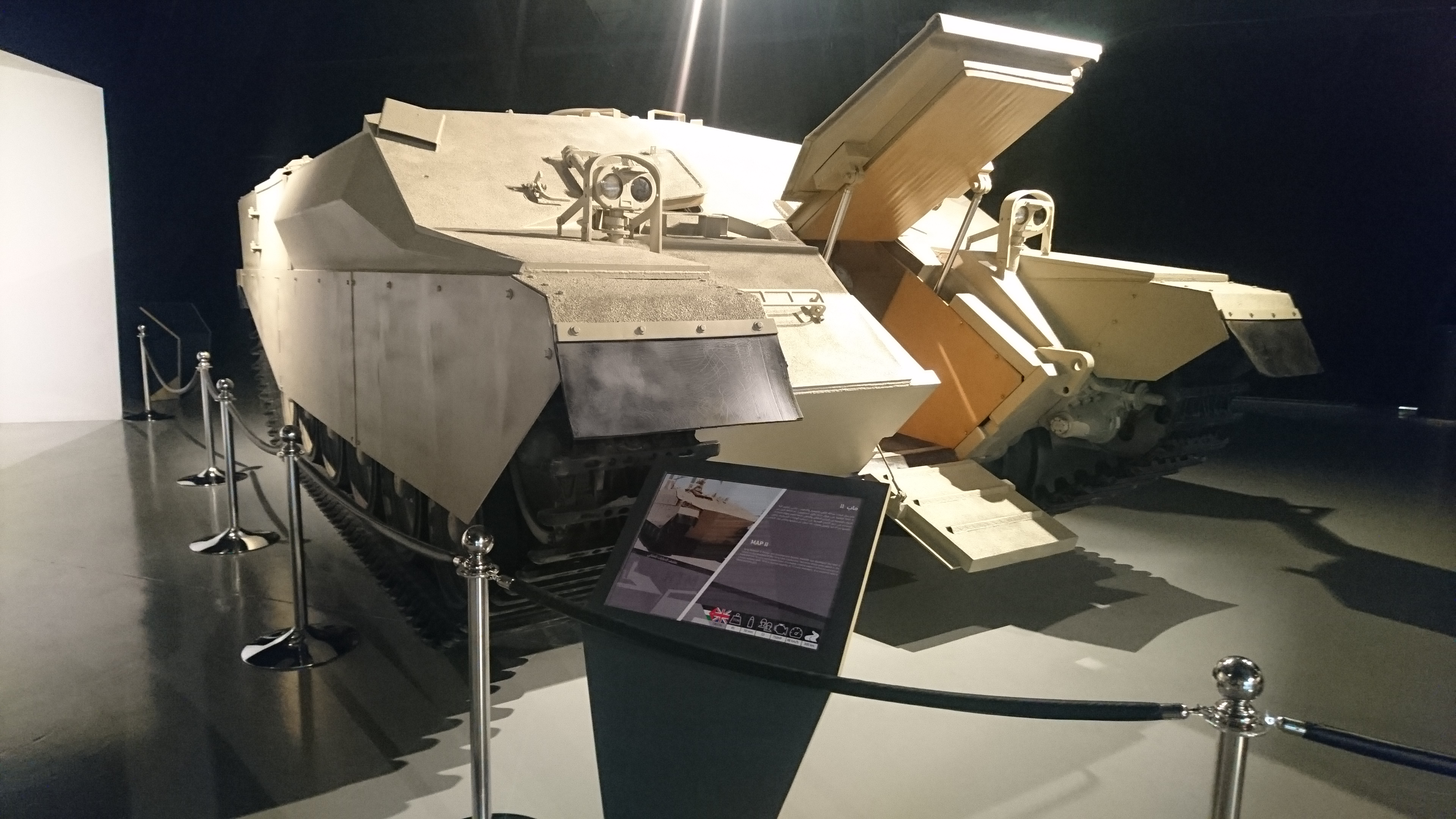
Veículo de combate de infantaria pesada MAP II, desenvolvido pelo KADDB, em exposição no Museu Real de Tanques.
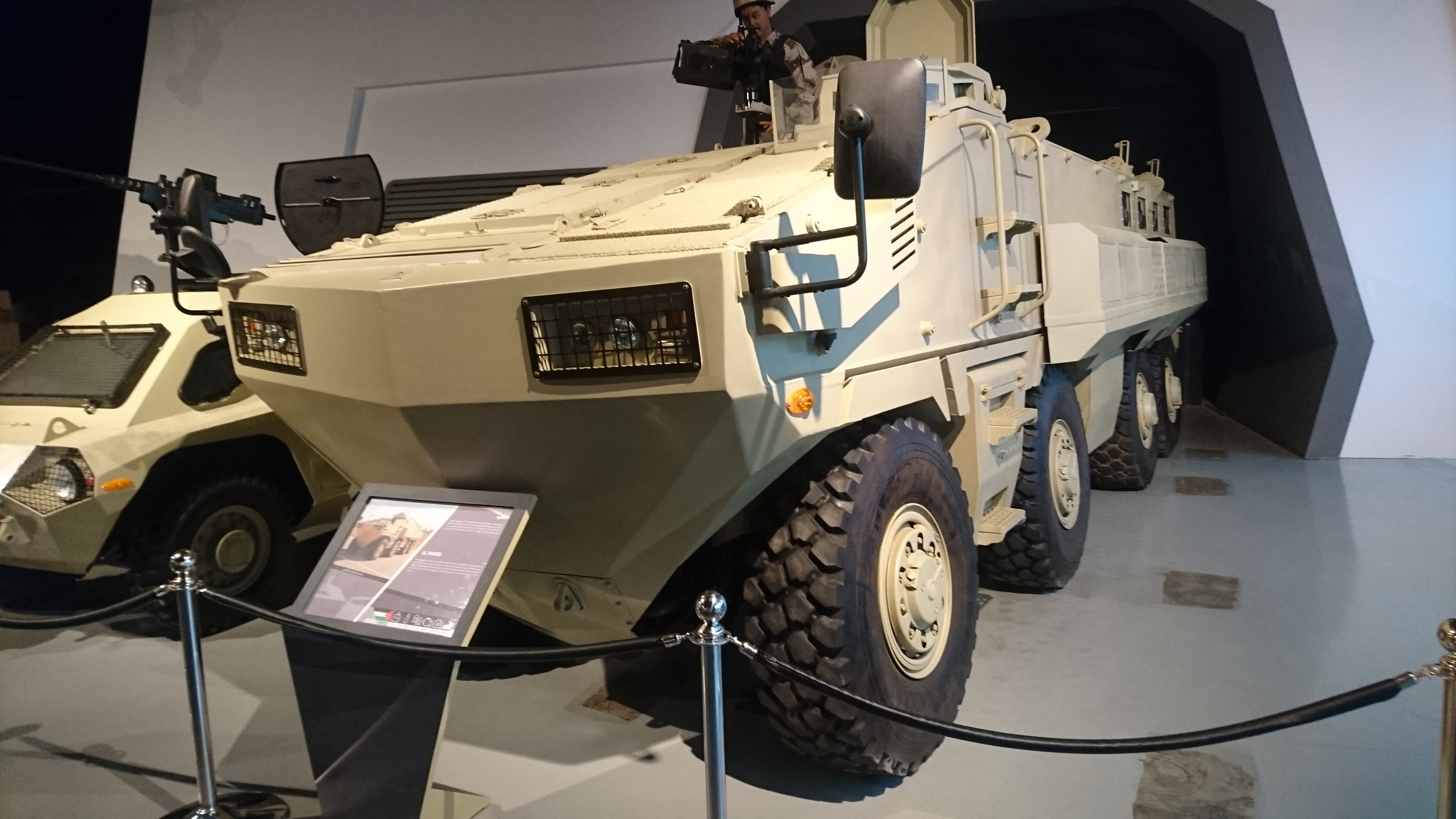
Veículo blindado de transporte de pessoal Al-Mared, desenvolvido pelo KADDB, em exposição no Museu Real de Tanques.